# 夢見る世界
『夢見る世界』（ゆめみるせかい）は、日本のバンド、DOESの13作目のシングルである。2012年11月14日発売。発売元はキューンミュージック。

## 概要
前作から8ヶ月ぶりのリリースとなった本作は、ytv・日本テレビ系『宇宙兄弟』オープニングテーマ。期間生産限定盤は描きおろしアニメジャケット仕様。
『バクチ・ダンサー』以来となるアニメタイアップであり、『銀魂』以外のアニメタイアップは初である。
「夢見る世界」は後発のオリジナル・アルバムには未収録であり、「宇宙兄弟」の主題歌を集めたコンピレーション・アルバム『宇宙兄弟 COMPLETE BEST』に初めて収録された。

## 収録曲
1. 夢見る世界
2. S.O.S.O
3. 夢見る世界 (instrumental)

全曲 - 作詞・作曲：氏原ワタル / 編曲：DOES